# Claes Nordén
Claes Robert Nordén, född 21 februari 1993 i Linköping, är en svensk före detta professionell ishockeyspelare. Nordén inledde och avslutade karriären med Linköping HC. Som junior vann han JSM-guld med klubben säsongen 2011/12. Han spelade också under en säsong för Mora IK, samt tre matcher för AIK, båda i Hockeyallsvenskan. Vid 21 års ålder, i oktober 2014, avslutade Nordén sin ishockeykarriär.

## Karriär
Nordén inledde sin ishockeykarriär med moderklubben Linköping HC. Säsongen 2011/12 utsågs han till en av de assisterande lagkaptenerna för Linköping HC J20. Under säsongens gång kombinerade han spel i Linköpings J20-lag och seniorlaget i SHL. Den 17 september 2011 gjorde Nordén debut i SHL, i en match mot Växjö Lakers HC. Totalt spelade han åtta matcher i SHL, där han gick poänglös ur samtliga. Han avslutade säsongen med att ta SM-guld med Linköping J20 då laget vände ett 2–0-underläge till seger med 2–3 efter förlängning mot HV71 i finalen. Den efterföljande säsongen utsågs Nordén till lagkapten i Linköping J20. Han spelade också 13 matcher i SHL, där han återigen gick poänglös.
Den 9 maj 2013 meddelades det att Nordén skrivit ett ettårsavtal med Mora IK i Hockeyallsvenskan. Den 12 september samma år gjorde han debut i Hockeyallsvenskan, i en 8–2-seger mot Almtuna IS. I samma match noterades han för sitt första mål i ligan, på Erik Hanses. På 47 grundseriematcher noterades Nordén för fyra mål och en assistpoäng.
Under säsongen 2013/14 skrev Nordén ett tvåårsavtal med Linköping HC som skulle komma att träda i kraft från och med säsongen 2014/15. Efter att ha inlett säsongen 2014/15 med Linköping i SHL, meddelades det den 10 oktober 2014 att Nordén lånats ut till AIK i Hockeyallsvenskan under tre matcher. Senare samma månad, den 26 oktober 2014, meddelade Nordén via Linköping HC:s officiella webbplats att han valt att avsluta sin karriär som ishockeyspelare.

## Statistik
| 2011–12    | Linköping HC | SHL        | 8  | 0 | 0 | 0 | 0  | — | — | — | — | — |
| 2012–13    | Linköping HC | SHL        | 13 | 0 | 0 | 0 | 0  | 2 | 0 | 0 | 0 | 0 |
| 2013–14    | Mora IK      | HA         | 47 | 4 | 1 | 5 | 38 | 5 | 0 | 1 | 1 | 2 |
| 2014–15    | Linköping HC | SHL        | 11 | 0 | 0 | 0 | 2  | — | — | — | — | — |
| 2014–15    | AIK          | HA         | 3  | 0 | 1 | 1 | 2  | — | — | — | — | — |
| SHL totalt | SHL totalt   | SHL totalt | 32 | 0 | 0 | 0 | 2  | 2 | 0 | 0 | 0 | 0 |
| HA totalt  | HA totalt    | HA totalt  | 50 | 4 | 2 | 6 | 40 | 5 | 0 | 1 | 1 | 2 |